# Laboratoire français du fractionnement et des biotechnologies
Pour les articles homonymes, voir LFB.
Le LFB, historiquement laboratoire français du fractionnement et des biotechnologies, est un laboratoire français, dont l'activité est essentiellement tournée vers le fractionnement des protéines plasmatiques issues du plasma sanguin humain. Il dispose de l'exclusivité du fractionnement du plasma issu des dons bénévoles, collectés sur le territoire français par l'Établissement français du sang.
Le LFB est un acteur mondial du fractionnement plasmatique et de la fabrication de protéines thérapeutiques. Il extrait du plasma une gamme de médicaments, sur prescription hospitalière et indiqués dans le cadre d'environ 80 pathologies rares, dans les domaines de l'immunologie, des soins intensifs et de l'hémostase. LFB fait partie des 10 premiers groupes pharmaceutiques sur le marché hospitalier en France.

## Création
Jusqu'en 1993, les produits et dérivés plasmatiques étaient produits directement par les centres de transfusion sanguine, les produits étant considérés comme des dérivés du sang. La loi du 4 janvier 1993, sépare les activités à la suite du classement des protéines plasmatiques et de leurs dérivés en médicaments soumis à un contrôle de l'Agence nationale de sécurité du médicament et des produits de santé (ANSM) et devant être dûment autorisés à être commercialisés.
Le 20 janvier 1994 est créée la convention constitutive du groupement d'intérêt public LFB, et elle est approuvée. Le GIP est définitivement créé le 1er juin 1994.
Le LFB devient une société anonyme en juillet 2006, à capitaux majoritairement publics, détenue à 100 % par l'État français. En septembre 2006, deux filiales sont créées : LFB Biomédicaments et LFB Biotechnologies.

## Une nouvelle stratégie pour le LFB
Le 22 novembre 2017, le Conseil d’administration du LFB a convoqué une Assemblée générale des actionnaires pour le 4 décembre 2017 pour proposer la désignation de Denis Delval comme administrateur.
L’État a par la suite soumis au Conseil d’administration la proposition de nommer Denis Deval comme nouveau Président-Directeur général du LFB par décret du Président de la République, conformément à l’article 19 de l’ordonnance n°2014-948 du 20 août 2014 relative à la gouvernance et aux opérations sur le capital des sociétés à participation publique. Denis Delval est nommé en remplacement de Christian Béchon dont le second mandat est arrivé à échéance. À cette occasion Denis Delval déclare : « Conscient des enjeux que l’entreprise doit relever aujourd’hui, j’ai hâte de mobiliser les énergies en interne et faire réussir le Laboratoire en France et à l’international ».
Le 6 février 2019, le LFB annonce son projet de transformation stratégique construit autour de grands axes prioritaires.
- La priorité donnée aux activités industrielles avec, notamment, un plan d’investissement en France pour la construction de l’usine d’Arras. Une usine pensée pour permettre l’augmentation des capacités de production du laboratoire et soutenir la croissance internationale[9].
- Le recentrage des activités du laboratoire sur son cœur de métier[9]: développer, produire et commercialiser des médicaments issus de protéine plasmatique ou protéine recombinante dérivées du sang.
- La consolidation des parts de marché du laboratoire sur le territoire français et un développement ciblé sur certains marchés à l’international[9]: les États-Unis, l’Allemagne, le Royaume-Uni, l’Espagne, l’Italie, la Belgique, la Turquie et le Mexique et en ciblant le développement de médicaments clés.

La première application concrète de ce plan de transformation est la cession de CellforCure à Novartis le 1er avril 2019 dans le cadre du recentrage des activités du LFB sur son cœur de métier.
Malgré ce virage stratégique, la structure se trouve en difficulté et est en discussion depuis plusieurs années avec ses créanciers afin de parvenir à se renflouer, avec un besoin de financement s'élevant à 990 millions d'euros en janvier 2021. Après avoir envisagé d'ouvrir le capital de l'entreprise aux capitaux privés en 2018, et devant l'échec de cette tentative, l’État projette début 2021 de recapitaliser le LFB à l'aide des banques à hauteur de 500 millions d'euros,.

## LFB, Société anonyme

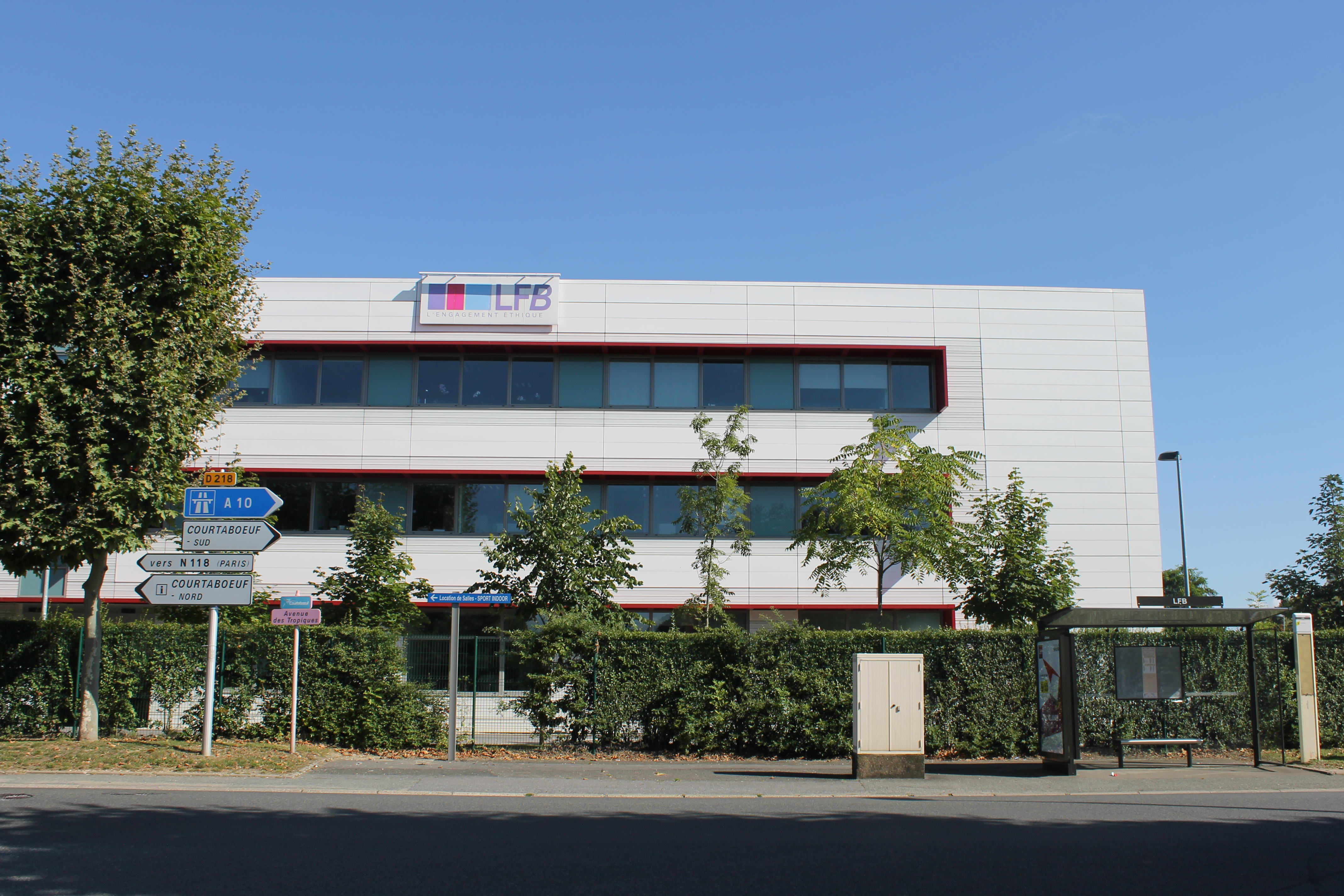
Le siège du LFB, dans le parc d'activités de Courtaboeuf (Essonne)

L'ordonnance n° 2005-866 du 28 juillet 2005 transforme le LFB en Société anonyme de droit privé et des filiales sont créées pour distinguer l'activité Fractionnement et l'activité R&D.
Au journal officiel du 29 juillet 2005 est publiée l'ordonnance 2005-866 du 28 juillet 2005 transformant le Groupement d'intérêt public dénommé « Laboratoire français du fractionnement et des biotechnologies » en société anonyme.
L'article L5124-14 du Code de la santé publique est modifié par ordonnance no 2005-866 du 28 juillet 2005 art. 3 (JORF 29 juillet 2005):
- […] « Une personne morale ayant pour objet l’activité de collecte de sang ou de ses composants ne peut pas détenir de participation directe ou indirecte dans la société anonyme Laboratoire français du fractionnement et des biotechnologies et dans les sociétés contrôlées par celle-ci au sens de l’article L. 233-3 du code de commerce.
- La société anonyme Laboratoire français du fractionnement et des biotechnologies et les sociétés contrôlées par celle-ci au sens de l’article L. 233-3 du code de commerce ne peuvent pas détenir de participation directe ou indirecte dans une personne morale ayant pour objet l’activité de collecte de sang ou de ses composants. »

À ce titre, les établissements du sang précédemment incorporés au GIP sont écartés et l'État devient actionnaire à 100 %. LFB SA est définitivement créée le 7 juillet 2006. À terme, le capital devra rester majoritairement détenu par l’État français ou ses établissements publics, mais il pourra être ouvert aux autres investisseurs.
Vote de la loi HPST :
La mission de santé publique du LFB inscrite dans la loi
Adoptée par les deux assemblées début juin et promulguée en juillet 2009, l’article 21 quinquies de la loi HPST comporte une disposition importante pour LFB Biomédicaments et l’approvisionnement en médicaments dérivés du plasma des patients français. Le LFB a l’obligation légale de servir en priorité le marché national à partir du plasma collecté par l’Établissement français du sang (EFS). La loi rappelle également l’implication du LFB dans « le traitement des maladies rares ».
L’article 21 quinquies de la loi HPST précise les obligations du LFB en ces termes :
- « Cette filiale fractionne en priorité le plasma issu du sang ou de ses composants collectés par l'Établissement français du sang. Pour satisfaire les besoins nationaux, notamment ceux liés au traitement des maladies rares, elle distribue, prioritairement sur le territoire français, les médicaments qui en sont issus »
- La priorisation est double : d’une part le plasma cédé au LFB par l’EFS doit être fractionné prioritairement à tout autre, d’autre part, les médicaments qui en sont dérivés doivent être distribués en priorité en France. L’article reconnaît également l’action du LFB dans la prise en charge de nombreuses maladies rares, qui parfois ne touchent que quelques dizaines de patients.

L’inscription dans la loi de ces obligations, qui figuraient jusqu’à présent seulement dans les statuts de l’entreprise, renforce l’équilibre, d’une part entre l’exclusivité pour le LFB du fractionnement du plasma de l’EFS, et d’autre part la contrainte qui lui est faite quant à la commercialisation des médicaments qui en sont dérivés. Donner force de loi à cette obligation du LFB était l’une des recommandations fortes du professeur Rémi Pellet, dans son rapport sur le marché des médicaments dérivés du plasma (MDP) en France, remis à la Ministre de la Santé en septembre 2007.
L’article 21 quinquies maintient les dispositions antérieurement en vigueur quant au caractère public (détention majoritaire du capital de l’entreprise par l’État) de LFB SA et de LFB Biomédicaments.

## Composition du Conseil d'administration
Le Conseil d'administration du groupe présidé par Corinne FAU comprend 8 membres dont 1 membre représentant l’État.
Représentant de l'État
- Laurent SUSTER – Directeur de participations adjoint Energie, Agence des Participations de l’Etat (APE)

Personnalités qualifiées nommées par l’Assemblée générale sur proposition de l’État
- Pascale AUGÉ – Président du directoire de l’INSERM TRANSFERT SA
- Vincent BERJOT – Chef de mission de contrôle général économique et financier – Ministère de l’Economie et des Finances
- Jacques BROM – Directeur général du LFB
- Nicolas CARTIER – Directeur général de Mérieux NutriSciences
- Eric DRAPÉ – Executive Vice President Teva Pharmaceuticals Ltd
- Delphine MALLET – Directrice générale déléguée chargée des Opérations de DomusVi France
- Loïc ROCARD – Président-directeur général de TechnicAtome

Représentants du personnel
- Claire-Marie BERGUES – Responsable production, Usine d'Arras – LFB BIOMEDICAMENTS SA
- Vincent DENOIS – Directeur service infrastructures & exploitation informatiques, Les Ulis – LFB BIOMEDICAMENTS SA
- Marc LASCOMBES – Ingénieur projet, Lille - LFB BIOMEDICAMENTS SA

Commissaire du Gouvernement
- Grégory EMERY – Directeur Général adjoint de la Santé

## Exclusivité du fractionnement
L'article L. 5124-14 du code de la santé publique, autorise LFB Biomédicaments, la filiale du LFB qui est chargée du fractionnement du plasma, à fabriquer des médicaments à partir du sang ou de ses composants collectés par l'établissement français du sang.

## Dispositif du donneur au patient dit «système général»
Le système général est un dispositif de sécurisation. Cela permet de suivre la qualité du plasma en tout temps. Il est composé de onze points principaux plus cinq points complémentaires :
- Sélection médicale du donneur

Selon les critères de l’éthique française : bénévolat, anonymat, volontariat, information avant le don, questionnaire de santé, entretien médical, examen, information après le don, suivi du donneur.
- Prélèvement

Respect des bonnes pratiques transfusionnelles (matériel stérile, etc.), identification correcte des dons, destruction des produits abîmés.
- Contrôle des dons

Tests en laboratoires pour la vérification de l'absence de maladies.
- Préparation, déleucocytation et congélation

Après préparation et déleucocytation, le plasma est congelé à −40 °C environ, pour assurer sa bonne conservation. Il se conserve une année, au-delà, il doit être détruit.
- Arrivée au laboratoire

Transporté par un prestataire du LFB, le plasma est acheminé des EFS par camion frigorifique. Les collectes se font sur les plateaux techniques des Établissements français du sang à travers toute la France. Les conditions de transport et le suivi de la température de transport sont enregistrés et contrôlés ainsi que les documents de transports. Chaque réception est identifiée et enregistrée par un numéro d'identification et la date de réception. Chaque numéro de don est enregistré pour la traçabilité. La tubulure détachable de la poche contenant du plasma sanguin est utilisée pour contrôler l'absence de différentes maladies.
- Contrôle qualité

Les lots sont enregistrés et mis en quarantaine. Le laboratoire procède à des contrôles virologiques sur les poches pour confirmer l’absence de maladies.
- Quarantaine avant fractionnement

Toutes les poches pouvant servir au fractionnement après tous les tests en laboratoires (vérifications des maladies possibles et présentes dans le plasma) sont mises en quarantaine 50 jours avant leur utilisation. La durée totale de quarantaine est de 90 jours.
- Contrôle avant fractionnement

Les lots sont libérés de leur quarantaine, et sont traités en production. Le mélange homogène d’un lot de plasma pour fractionnement subit encore une batterie de tests. Si ceux-ci sont négatifs, le lot est bon pour le fractionnement sinon c’est la destruction par incinération.
- Procédés spécifiques de sécurisation

Purification, inactivation virale et nanofiltration ont pour but de débarrasser le plasma de tout virus (ou de les inactiver) avant sa mise en produit fini.
- Contrôle du médicament

Chaque lot de médicament est contrôlé avant sa commercialisation par des procédés spécifiques et conformes au cahier des charges de l’autorisation de mise sur le marché.
- Prescription, dispensation

Le médicament fini est disponible, il peut être prescrit et utilisé par les patients.
Les cinq points complémentaires sont :
- Traçabilité,
- hémovigilance,
- pharmacovigilance,
- programme assurance qualité et
- audit qualité.

Le laboratoire est acteur de tous ces processus et les respecte conformément aux dispositions en vigueur et aux recommandations de l'ANSM.

## Produits
Le LFB fabrique et commercialise une gamme de médicaments dans trois domaines thérapeutiques.

### Hémostase
- Betafact - (facteur IX de coagulation humain)
- Factane - (facteur VIII de coagulation humain)
- Wilfactin - (facteur Willebrand humain)
- Wilstart - (facteur Willebrand et facteur VIII de coagulation humains)
- Hemoleven - (facteur XI de coagulation humain)
- Alfalastin - (alpha 1-antitrypsine humaine)
- Sevenfact - (facteur de coagulation VIIa (recombinant)-jncw)[15]
- Cevenfacta (facteur de coagulation VIIa recombinant (Eptacog Beta))[16]

### Soins intensifs
- Aclotine - (antithrombine humaine)
- Vialebex - (albumine humaine)
- Ydralbum - (albumine humaine)
- Clottafact - (fibrinogène humain)
- Kanokad - (complexe prothrombique humain - PPSB)
- Protexel - (protéine C humaine)
- Gammatetanos - (immunoglobuline humaine tétanique)
- Ivhebex - (immunoglobuline humaine de l'hépatite B IV)
- Ig Hépatite B IM - LFB - (immunoglobuline humaine de l'hépatite B IM)

### Immunologie
- Tegeline - (immunoglobuline humaine normale IV)
- Clairyg - (immunoglobuline humaine normale IV)
- Iqymun - (immunoglobuline humaine normale IV liquide 10%)

## En chiffres
- Le groupe LFB est le 6e acteur mondial dans le domaine des médicaments dérivés du plasma[17] ;
- 3e laboratoire à l'hôpital en France[18].

## Implantations
Le LFB compte en sus de son siège social situé aux Ulis (France, Essonne), cinq sites de bioproduction dans le monde :
- Les Ulis, site de production spécialisé dans les phases amont du fractionnement plasmatique; plateforme de fabrication de médicaments de thérapie cellulaire, filiale CELLforCURE ;
- Lille, site de production spécialisé dans les phases aval du fractionnement plasmatique ;
- Carvin, magasins central et pharmaceutique ;
- Paris, bureaux ;
- Alès, site de bioproduction spécialisé en culture cellulaire, filiale LFB Biomanufacturing ;
- Framingham (MA, États-Unis), site de recherche et de bioproduction de médicaments lacto-recombinants, filiale rEVO Biologics Inc.

## G5
Le laboratoire est membre du G5. Le G5 regroupe cinq acteurs du Médicament et de la recherche avancée sur le territoire français. Le but du groupement est de maintenir leurs centres de décision sur le territoire national. Toutes les entreprises adhérentes font de la recherche « leur priorité ».
Le groupement fonde ses valeurs autour de neuf axes (cinq dans la charte fondatrice et quatre dans les objectifs & missions) :
Charte fondatrice
- Faire reconnaître les entreprises pharmaceutiques adhérentes comme partenaires naturels des pouvoirs publics en termes d'indépendance sanitaire et de promotion des objectifs de santé publique définis par l'État.
- Faire reconnaître les entreprises fondatrices comme des acteurs essentiels de la recherche en France, contribuant déjà fortement au développement des laboratoires publics.
- Faire reconnaître la capacité d'innovation de ces entreprises et obtenir que leur développement soit reconnu comme priorité stratégique.
- Obtenir que soient évaluées et prises en compte les conséquences de la politique du médicament en termes industriels et d'attractivité du territoire.
- Promouvoir une politique du juste soin au juste prix en veillant à rémunérer de façon équilibrée tant les innovations que les médicaments à valeur thérapeutique éprouvée.

Objectifs et missions
- L'indépendance sanitaire
- L'excellence de la recherche
- L'innovation française
- Le rayonnement international.